# العلاقات الباربادوسية البلغارية
العلاقات الباربادوسية البلغارية هي العلاقات الثنائية التي تجمع بين باربادوس وبلغاريا.

## مقارنة بين البلدين
هذه مقارنة عامة ومرجعية للدولتين:
| وجه المقارنة                                              | باربادوس       | بلغاريا                                                                             |
| --------------------------------------------------------- | -------------- | ----------------------------------------------------------------------------------- |
| المساحة (كم2)                                             | 439            | 110.99 ألف                                                                          |
| عدد السكان (نسمة)                                         | 285.72 ألف     | 7.08 مليون                                                                          |
| الكثافة السكانية (ن./كم²)                                 | 65.08 ألف      | 63.79                                                                               |
| العاصمة                                                   | بريدج تاون     | صوفيا                                                                               |
| اللغة الرسمية                                             | لغة إنجليزية   | اللغة البلغارية                                                                     |
| العملة                                                    | دولار بربادوسي | ليف بلغاري                                                                          |
| الناتج المحلي الإجمالي (بليون دولار)                      | 4.80 مليار     | 56.83 مليار                                                                         |
| الناتج المحلي الإجمالي (تعادل القوة الشرائية) بليون دولار | 4.66 مليار     | 130.99 مليار                                                                        |
| الناتج المحلي الإجمالي الاسمي للفرد دولار أمريكي          | 15.43 ألف      | 8.03 ألف                                                                            |
| الناتج المحلي الإجمالي للفرد دولار أمريكي                 | 16.06 ألف      | 17.21 ألف                                                                           |
| مؤشر التنمية البشرية                                      | 0.795          | 0.782                                                                               |
| رمز المكالمات الدولي                                      | +1246          | +359                                                                                |
| رمز الإنترنت                                              | .bb            | .bg، .бг ‏                                                                           |
| المنطقة الزمنية                                           | 00             | ت ع م+02:00، ت ع م+03:00، أوروبا/صوفيا ‏، توقيت شرق أوروبا، توقيت شرق أوروبا الصيفي ‏ |

## منظمات دولية مشتركة
يشترك البلدان في عضوية مجموعة من المنظمات الدولية، منها:
| علم المنظمة | اسم المنظمة                               | تاريخ انضمام باربادوس | تاريخ انضمام بلغاريا |
| ----------- | ----------------------------------------- | --------------------- | -------------------- |
|             | يونسكو                                    | 24 أكتوبر 1968        | 17 مايو 1956         |
|             | وكالة ضمان الاستثمار متعدد الأطراف        | 12 أبريل 1988         | 23 سبتمبر 1992       |
|             | الأمم المتحدة                             | 9 ديسمبر 1966         | 14 ديسمبر 1955       |
|             | الاتحاد البريدي العالمي                   | ?                     | ?                    |
|             | البنك الدولي للإنشاء والتعمير             | 12 سبتمبر 1974        | 25 سبتمبر 1990       |
|             | الاتحاد الدولي للاتصالات                  | 16 أغسطس 1967         | 18 سبتمبر 1880       |
|             | منظمة حظر الأسلحة الكيميائية              | ?                     | ?                    |
|             | مؤسسة التمويل الدولية                     | 25 يونيو 1980         | 22 يوليو 1991        |
|             | المركز الدولي لتسوية المنازعات الاستشارية | 1 ديسمبر 1983         | 13 مايو 2001         |
|             | منظمة التجارة العالمية                    | ?                     | 1 ديسمبر 1996        |
|             | منظمة الشرطة الجنائية الدولية             | ?                     | ?                    |

## وصلات خارجية
- موقع وزارة الخارجية الباربادوسية
- موقع وزارة الخارجية البلغارية